# Miczurinskij (obwód biełgorodzki)
Miczurinskij (ros. Мичуринский) – osiedle w Rosji, w obwodzie biełgorodzkim, w rejonie koroczańskim. W 2010 liczyło 275 mieszkańców.